# Carlos Benjamin de Lyra
Carlos Benjamin de Lyra (Pernambuco, 23 de novembro de 1927 – São Paulo, 21 de julho de 1974) foi um matemático brasileiro notável, destacando-se como pioneiro na topologia algébrica no Brasil e professor na Universidade de São Paulo.
Nascido em Recife, Pernambuco, proveniente de uma família de usineiros, Lyra cresceu com o seu pai como proprietário do Diário de Pernambuco, um jornal de renome nacional. O impacto de Lyra na matemática brasileira é evidenciado pelo seu curso "Introdução à Topologia Algébrica", ministrado no 1.º Colóquio Brasileiro de Matemática, que se tornou o primeiro material da área escrito em português.
Após o falecimento de seu pai, sua mãe se casou com um corretor da Bolsa de Valores em Wall Street e, juntos, levando Carlos e seu irmão para Nova Iorque. Foi lá que Lyra conheceu, aos 15 anos, Richard Courant, o fundador do Institute of New York University, que despertou seu interesse pela matemática.
Lyra construiu uma carreira sólida, começou como professor auxiliar na Universidade de São Paulo ao lado de Elza Gomide. Desempenhou papel importante na organização do 1º Colóquio Brasileiro de Matemática, tornou-se doutor em Matemática com sua tese Sobre os espaços de mesmo tipo de homotopia que o dos poliedros e foi um dos fundadores da Sociedade Brasileira de Matemática. Além disso, colaborou com a fundação do Instituto de Matemática e Estatística da Universidade de São Paulo (IME-USP) e atuou como professor em diversos cursos deste instituto, além de participar da reestruturação dos cursos de graduação e pós-graduação em Matemática na USP.
Em 21 de julho de 1974, Carlos Benjamin de Lyra faleceu em decorrência de um tumor cerebral. Em sua homenagem, a Biblioteca do Instituto de Matemática e Estatística da Universidade de São Paulo leva seu nome, assim como a Rua Prof. Carlos Benjamin de Lyra localizada no bairro Chácara São João da capital paulista.

## Início de vida

### Primeiros anos e educação
Carlos Benjamin de Lyra nasceu na cidade de Recife em Pernambuco no dia 23 de novembro de 1927. Seus pais eram Carlos de Lyra Filho — um usineiro e dono do jornal Diário de Pernambuco que possuía muita influência nacionalmente —, e Elizabeth Lau de Lyra, que veio da Alemanha para o Brasil com sua família, que era envolvida com a produção de açúcar. O casamento de seus pais foi arranjado devido a proximidade das duas famílias nos negócios e na religião. Carlos de Lyra Filho já vinha de outro casamento, no qual teve cinco filhos, e foi após a morte de sua primeira esposa que casou-se com Elizabeth, com quem teve mais dois herdeiros: Carlos e George.
O pai de Carlos morreu quando ele tinha apenas 9 anos. Viúva, sua mãe se casou com Paul Nortz, um corretor da Bolsa de Valores de Wall Street em Nova Iorque. O casal se mudou para os Estados Unidos e levou junto com eles Carlos e seu irmão.
Lyra não foi para a escola em seus primeiros anos, foi educado em casa por uma professora e nessa época aprendeu alemão. Nos Estados Unidos, estudou em escolas católicas, concluiu o ensino fundamental e cursou o ensino médio na Iona High School, em New Rochelle. Por volta dos seus 15 anos, Carlos conheceu o pesquisador matemático fundador do Institute of New York University, Richard Courant (1888-1972), durante as várias viagens de trem que fazia diariamente. Foi Courant quem despertou o seu interesse pela matemática, antes disso, ele dizia querer ser astrônomo.

### Retorno ao Brasil
Com o ensino médio concluído, Carlos teve a possibilidade de obter a cidadania americana para seguir os planos de seu padrasto que queria encaminhá-lo para trabalhar em Wall Street e estudar em uma das várias universidades em que fora aceito, como a Yale, mas recusou ambos, pois era muito apegado ao Brasil e crítico à sociedade americana. Em 1945, de volta ao Brasil e em um cenário pós Segunda Guerra Mundial, Lyra se alistou no exército brasileiro para continuar com a sua cidadania e passa um tempo morando com um de seus irmãos por parte de pai como seu tutor, até atingir a maioridade. No ano seguinte, ele se muda para São Paulo, para a casa de Manuel Tavares, um advogado amigo de sua família e foi nessa época que ele deu início aos seus estudos em matemática.

### Família e início de carreira
Em São Paulo, no ano de 1947, Carlos ingressou no curso de Matemática da antiga Faculdade de Filosofia, Ciências e Letras da Universidade de São Paulo (FFCL). Estudando lá, conheceu os matemáticos franceses André Weil (1906-1998) e Jean Dieudonné (1906-1992), além de ter aulas com o professor Cândido Lima da Silva Dias (1913-1998) na disciplina de Topologia Algébrica, área que seguiu durante toda sua carreira científica e acadêmica.
Foi em 1950 que Lyra despertou seu interesse em Topologia Algébrica, ao assistir um curso sobre Teoria da Homologia Simplicial, ministrado pelo professor Cândido Lima, e nesse mesmo ano obteve a sua licenciatura. Com isso, foi para a França no ano letivo de 1952/53, cursar a pós-graduação como bolsista do Conselho Nacional de Pesquisas (CNPq). Durante esse período, ele estudou com Henri Cartan e participou dos seminários de seu grupo, também assistiu às palestras de Hurewicz sobre homotopia no Collège de France em Paris.
No seu tempo na França, Lyra conheceu a carioca Leda Lacerda, formada em Física pela Faculdade Nacional de Filosofia. Leda estava na Europa para estudar no Instituto Europeu de Física. Depois de conhecer Carlos e começar um namoro, os dois se mudaram para o Hotel des Grands Hommes, em Paris, onde viveram juntos até o final de sua estadia no país. Pouco tempo depois, Leda engravidou do primeiro filho do casal e retornou ao Brasil, Carlos a seguiu rapidamente após terminar a pós-graduação. Juntos no Brasil, eles se casaram na casa de Lasar Segall, pai do artista plástico Maurício Segall, um amigo do casal.
Em 1954, nasce Jorge Lacerda de Lyra, o primeiro filho do casal. Ao todo, Carlos e Leda tiveram três filhos, Jorge, Sylvia (1956) e Eduardo (1958). Nesse mesmo ano, Carlos foi contratado pela FFCL para exercer o cargo de Professor Auxiliar na Cátedra de Análise Matemática que era comandada pelo professor Omar Catunda. Assim, ele deu início a sua carreira acadêmica na Universidade de São Paulo.

## Carreira acadêmica

### A Universidade de São Paulo
Em 1954, Lyra foi contratado pela FFCL, unidade vinculada à Universidade de São Paulo, juntamente de Elza Furtado Gomide, para trabalhar como Professor Auxiliar junto à Cátedra de Análise Matemática que era regida pelo Professor Omar Catunda nessa época. Durante o período em que ocupou essa função, Carlos participou do Simpósio Internacional de Topologia Algébrica, na Cidade do México, e organizou seminários semanais sobre o tema no Departamento de Matemática da FFCL. Tópicos como a teoria da homologia simplicial e singular, teoria da homotopia, espaços fibrados, entre outros estavam presentes como conteúdo de seus cursos. Dentre os estudantes que participaram desse seminário, destacam-se: Gilberto F. Loibel (com quem viria desenvolver um seminário sobre a homologia dos espaços fibrados em 1960), Renzo Piccinini e Nelo Allan. As apresentações semanais continuaram até 1959, pouco tempo depois de Lyra sair do cargo de Professor Auxiliar, em 1958, quando entrou para o doutorado.
Carlos realizou seu doutorado pelo Departamento de Matemática da FFCL, sob a orientação do professor Cândido Dias, e apresentou sua tese "Sobre os espaços de mesmo tipo de homotopia que o dos poliedros", em 1958.

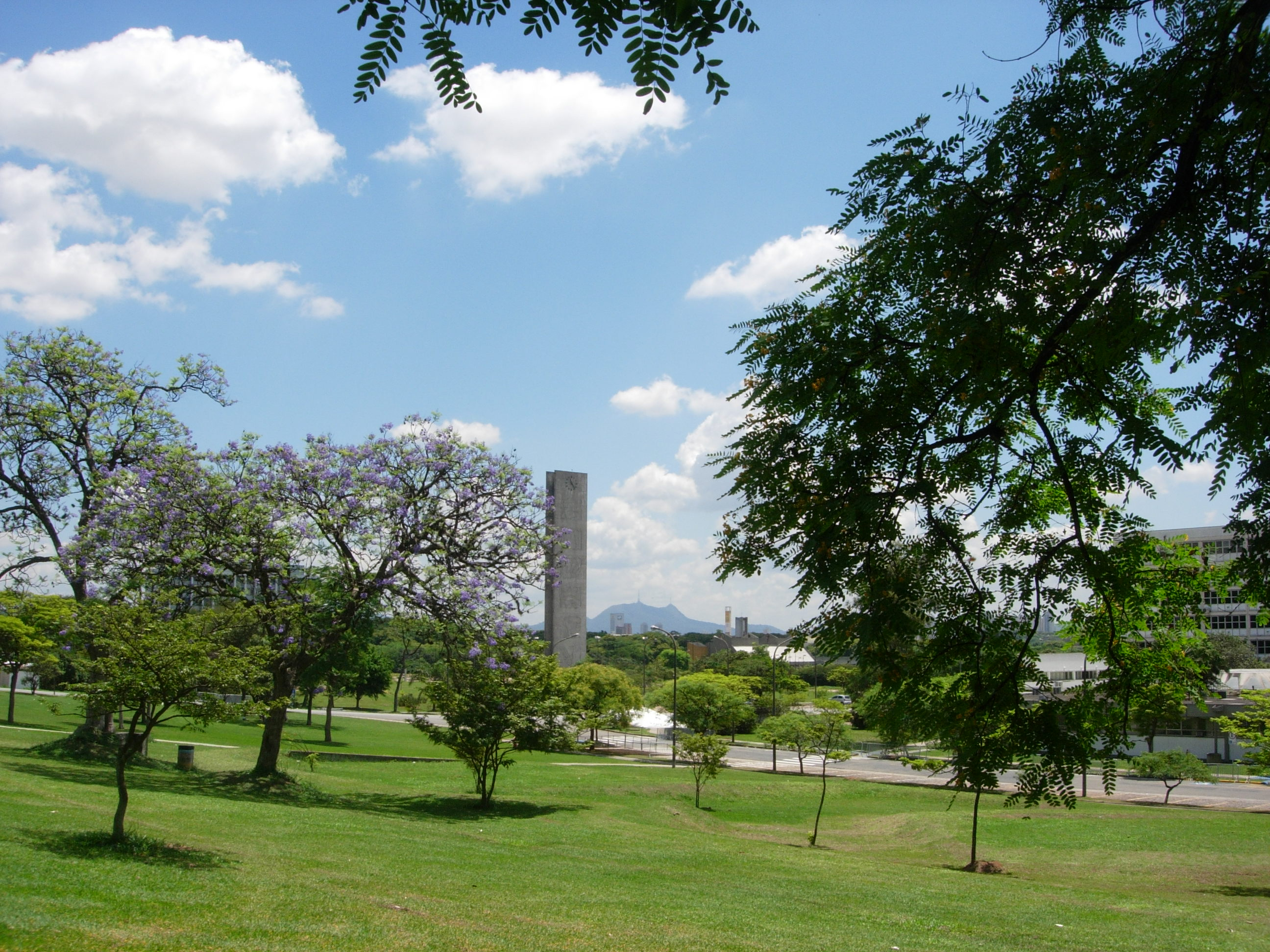
Torre do Relógio da Universidade de São Paulo.

Em um breve intervalo de tempo, entre 1960 e 1961, Lyra se mudou com Leda e seus filhos para Nova Jersey, com uma bolsa da Fundação Rockefeller, para visitar o Instituto de Estudos Avançados de Princeton. No instituto, ele continuou a sua pesquisa e participou de seminários de Norman Earl Steenrod, quando decidiu ampliar seu domínio sobre operações cohomológicas e, foi com a orientação de John Willard Milnor que ele realizou estudos em Topologia Diferencial.
Depois de um ano como professor convidado na Universidade de Princeton, Carlos começou a temer que não pudesse retornar ao Brasil devido às suas filiações socialistas. Em entrevista, Leda comenta que seu medo era tanto, que a família voltou ao Brasil com um ano de bolsa restante, e essa foi a última viagem do professor para o exterior. Nesse mesmo ano de retorno, Lyra ainda participou do Conselho Diretor do Instituto de Física Teórica em São Paulo e recebeu uma herança de sua família, foi com ela que comprou uma casa espaçosa na Vila Mariana, onde viveu até o dia de sua morte.
De volta ao Brasil, Carlos passou a ministrar cursos de pós-graduação no Instituto de Pesquisas Matemáticas da USP e, em 1963, se tornou o responsável pela regência do curso noturno na Cadeira de Análise Matemática do Departamento de Matemática da USP, posição que ocupou até 1970.
Durante seu tempo na Universidade de São Paulo, Lyra contribuiu muito para a área de Matemática, tendo colaborado como assessor científico nas atividades da Fundação de Amparo à Pesquisa do Estado de São Paulo (FAPESP) e ministrado aulas na graduação e pós-graduação. Nesse segundo, participou de negociações em 1968, com o professor Chaim S. Honig, para obter um auxílio junto ao Banco Nacional de Desenvolvimento Econômico (BNDE), auxílio esse que conseguiram e deu origem ao BNDE/FUNTEC-1577/68 que se seguiu de um novo suporte em 1969 que abrangia, também, a Estatística. Lyra também possuía contatos com professores estrangeiros e isso contribuiu para os programas de graduação e pós com as visitas e aulas que esses ministravam.
Em 1968 ele apresentou sua tese de livre-docência à cadeira de Complementos de Geometria e Geometria Superior da FFCL com o título "H-equivalência de grupos topológicos". Com isso, obteve o título de livre-docente. No ano seguinte, Carlos foi eleito pela Congregação da FFCL como membro do Conselho do Instituto de Pesquisas Matemáticas da USP e, também, foi indicado pelo Presidente do Conselho Nacional de Pesquisas para fazer parte do Conselho Técnico-Científico do IMPA, neste segundo o cargo foi renovado por mais três anos.
Lyra segue sendo uma personalidade importante para a Universidade de São Paulo até os dias atuais, principalmente por ter desempenhado um papel ativo na reforma da mesma e ter sido uma figura fundamental na criação do Instituto de Matemática e Estatística (IME).

### Atuação na reforma da USP e criação do IME
Em fevereiro de 1967, Carlos foi escolhido para participar da Comissão encarregada de analisar o problema da FFCL para a reestruturação da Universidade de São Paulo. Depois da fase de estudos, a Comissão nomeou uma subcomissão de redação composta pelos professores Simão Mathias, Florestan Fernandes e Carlos Benjamin de Lyra, sendo Carlos o relator da equipe. O relatório aprovado pela Congregação no 2.º semestre daquele ano, apresentou diversos problemas que foram corrigidos pela Reforma e sugeriu a separação dos setores de ciência fundamental do âmbito da antiga FFCL e a criação de novos Institutos.
Nesse mesmo ano, ele integrou a comissão incumbida de estudar os cursos básicos de matemática e o relatório, concluído em 1968, recomendou a criação de um Instituto de Ciências Matemáticas, reunindo os setores de Matemática Pura e Aplicada, Estatística e Computação. Ainda em 1968, foi indicado pelo Vice-Reitor para a comissão responsável por propor ao Conselho Universitário a estrutura dos novos Institutos criados e levantar os recursos humanos e materiais disponíveis para eventual incorporação aos novos Institutos. O IME e sua biblioteca foram estruturados segundo as linhas gerais propostas neste relatório.

### Colóquios de Matemática

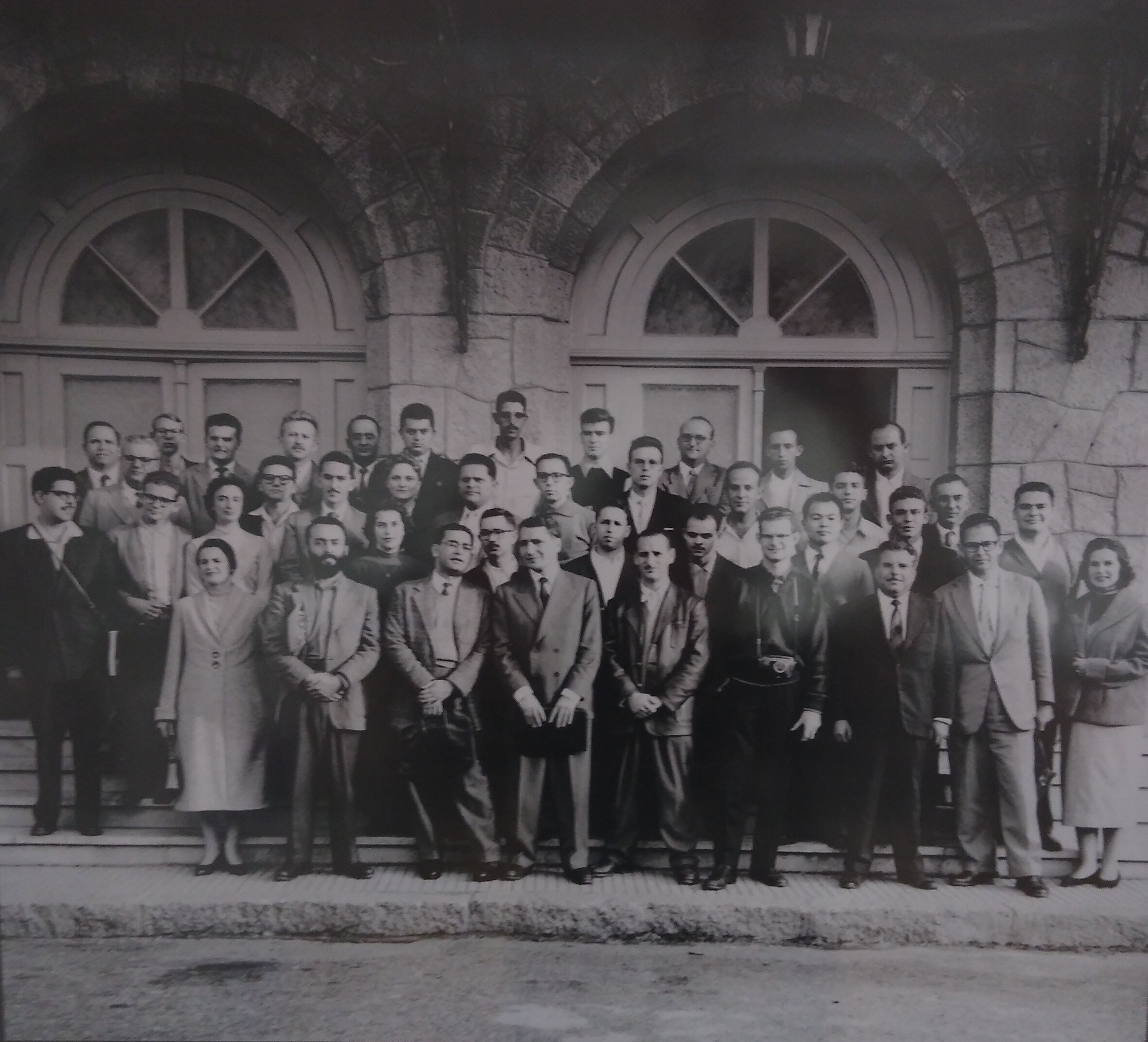
Participantes do 1.º Colóquio Brasileiro de Matemática

O professor Lyra teve participações ativas em eventos como os Colóquios de Matemática. Foi no 1.º Colóquio Brasileiro de Matemática que ele ministrou o curso "Introdução à Topologia Algébrica" e no 5.º e 7.º o apresentou novamente. Ele também participou da Comissão Organizadora desta reunião em seu primeiro ano, coordenou a comissão no 2.º Colóquio e participou novamente da organização no 6.º.
Em 1967, durante o 6.º Colóquio Brasileiro de Matemática, Lyra integrou uma comissão cujo objetivo era definir o caráter científico e a organização da Escola Latino-Americana de Matemática. Além do professor Carlos, essa Comissão também foi composta pelos professores Emilio Lluis (México) e Orlando Villamayor (Argentina). Juntos, eles elaboraram um documento que foi aprovado pelo plenário.

### Sociedades de Matemática
Entre 1966 e 1967, Lyra foi presidente eletivo da Sociedade de Matemática de São Paulo, mas esta não durou muito tempo e, na época de seu fim, em 1972, teve uma nota publicada no Diário Oficial do Estado de São Paulo: 
Consoante ata de assembleia geral extraordinária, realizada aos 19 de maio de 1972, reuniram-se os associados da Sociedade de Matemática de São Paulo, que deliberaram extinguir a sociedade, doando os seus bens ao Instituto de Matemática e Estatística da Universidade de São Paulo, nomeando uma comissão constituída pelos Profs. Carlos Benjamin de Lyra, Chaim Samuel Honig e Elza Furtado Gomide, a fim de tratarem dos aspectos formais e legais decorrentes da extinção da sociedade.
Em 1969, ele se tornou um dos fundadores da Sociedade Brasileira de Matemática, eleito como um dos quatro conselheiros. Seu mandato nesse cargo durou até 1972, mais tarde, ele se tornou o Secretário Geral.

## Últimos anos e morte
Em seus últimos anos de vida, Carlos continuou ativo em seus trabalhos. Após a fundação do IME-USP em 1970, ele foi indicado pelo CNPq para ser professor conferencista e, dois anos depois, foi nomeado pelo presidente do CNPq como representante brasileiro na Comissão Permanente da Escola Latino-Americana de Matemática (ELAM). Entretanto, durante esse período, a família Lyra perdeu um de seus membros. Eduardo Lacerda de Lyra faleceu em 1971, aos 12 anos, em um acidente na praia.
No seu último ano de vida, Lyra fez o concurso para livre-docência e escreveu e entregou seu Memorial para o concurso de Professor Adjunto do IME. Curiosamente, Carlos tinha o hábito de dizer aos amigos que morreria cedo e, segundo seus filhos, Jorge e Sylvia, os homens de sua família viviam relativamente pouco, isso se confirmou com a morte do professor.
Carlos Benjamin de Lyra faleceu em 21 de julho de 1974, aos 46 anos. Após um mal-estar, ele ficou internado por quatro dias e foi diagnosticado com um tumor cerebral. De acordo com Leda, Carlos voltou para casa com a ressalva de voltar ao hospital em três dias. Esse período em casa lhe deu o tempo suficiente para finalizar o artigo que estava em seu escritório, sendo este seu último trabalho.
O artigo que Lyra deixara em seu escritório foi revisado e submetido a post mortem à publicação por seu amigo Peter Hilton, que também o levou para a Inglaterra e lá solicitou a publicação do trabalho sob o título "SHM-maps of CW-groups".

## Posicionamento político
Carlos era descrito como um intelectual socialista e, entre os anos de 1950 e 1955, foi membro do Partido Socialista Brasileiro, tendo como companheiros Paul Singer, Febus Gikovate e outros. Um dos motivos que levaram à negação de sua cidadania americana foi a sua postura crítica em relação à sociedade do país.
Ele também atuou como membro da Comissão de Elaboração do Livro Branco sobre os acontecimentos da Rua Maria Antônia na função de relator. Os eventos desse dia, causados por conflitos entre estudantes da Universidade de São Paulo e alunos do Instituto Presbiteriano Mackenzie durante a ditadura militar no Brasil, ficaram conhecidos como Batalha da Maria Antônia.

## Principais trabalhos publicados

### Publicações em periódicos
- 1976: SHM-maps of CW-groups[28]
- 1975: Caracterização dos SHM-Morfismos para grupos topológicos[29]
- 1965: On a conjecture in homotopy theory[30]
- 1959: On circle bundles over complex projective space[31]
- 1958: On the homotopy type of a factor space[32]
- 1957: On spaces of the some homotopy type as polyhedra[33]
- 1952: Minimal complexes and maps[34]
- 1949: A note on Zorn’s theorem[35]

### Livros
- 1972: Introdução à topologia algébrica. 2.ed. - Notas Mimeografadas.[36]
- 1963: Sobre os métodos de Whitehead na teoria da homotopia - Notas Mimeografadas.[37]
- 1957-58: Espaços de recobrimento - Cap. 2-3.[38]

### Apresentações em Colóquios
- 1969: Grupo fundamental e revestimentos - 7.° Colóquio Brasileiro de Matemática.[39]
- 1965: Sobre uma conjetura na teoria da homotopia - 5.° Colóquio Brasileiro de Matemática.[40]
- 1957: Introdução à topologia algébrica - 1.° Colóquio Brasileiro de Matemática.[41]

### Teses
- 1968: H-equivalencia de grupos topológicos - Livre-docência.[42]
- 1958: Sobre os espaços de mesmo tipo de homotopia que o dos poliedros - Doutorado.[43]

## Sociedades Científicas que pertenceu
- Academia Brasileira de Ciências
- American Mathematical Society
- Sociedade Brasileira de Matemática
- Sociedade Brasileira para o Progresso da Ciência
- Sociedade de Matemática de São Paulo